# 816
816 (DCCCXVI) fue un año bisiesto comenzado en martes del calendario juliano, en vigor en aquella fecha.

## Acontecimientos
- 22 de junio: Esteban IV sucede a san León III como papa.
- España: Primavera, Castilla: Al-Hakam I envía su ejército al mando de Abd-al Karim. En Miranda de Ebro le salen al paso las huestes de Alfonso II. Tras tres días de combate los cristianos consiguen rehacerse y refugiarse en el desfiladero de Pancorbo, donde resisten los ataques musulmanes, terminando estos por retirarse.
- 30 de noviembre: El conde Gundesindo dona al monasterio de Fistoles varios lugares «foras monte in Castella».

## Fallecimientos
- 12 de junio: León III, papa de la Iglesia católica.